# Pehuajó (município)
Pehuajó (partido) é um partido (município) da província de Buenos Aires, na Argentina.
Foi criado em 1889 (criador Dardo Rocha). A subdivisão provinciana possui uma população em torno de 38.400 habitantes, sendo que sua capital é a cidade de Pehuajó, localizada a cerca de 407 km de La Plata.